# 克羅斯羅德斯 (阿拉巴馬州)
克羅斯羅德斯（英語：Crossroads）是一個位於美國阿拉巴馬州鮑德溫縣的非建制地區。該地的面積和人口皆未知。

## 地理
克羅斯羅德斯的座標為30°50′06″N 87°51′40″W / 30.834999°N 87.861111°W，而該地最高點為海拔高度66米（即217英尺）。